# Schmallenberg-Virus
Das Schmallenberg-Virus (englisch Schmallenberg virus,SBV, , Spezies Orthobunyavirus schmallenbergense, früher Sathuperi orthobunyavirus, SaObV) ist ein Virus der Familie Peribunyaviridae aus der Ordnung Bunyavirales. Die genaue taxonomische Stellung relativ zum Akabane-Virus (AKAV), Spezies Orthobunyavirus akabaneense (früher Akabane orthobunyavirus, AkObV) in der gleichen Gattung Orthobunyavirus war lange Zeit umstritten, wurde aber durch das International Committee on Taxonomy of Viruses (ICTV) 2016 geklärt. Nächste bekannte Verwandte sind das Douglas-Virus, das Sathuperi-Virus und das Shamonda-Virus (Stand April 2024).
SBV wurde 2011 bei erkrankten Rindern in Deutschland festgestellt. In Deutschland unterliegen Infektionen mit dem Schmallenberg-Virus der Meldepflicht nach dem Tiergesundheitsgesetz. SBV wurde ursprünglich als Subtyp geführt, aber mit SaObV von ICTV 2020 in den Rang einer eigenen Spezies erhoben.

## Entdeckung
Im November 2011 gab das Friedrich-Loeffler-Institut bekannt, dass man bei erkrankten Rindern in Deutschland ein dem Akabane-Virus verwandtes Virus isolieren konnte, das nach dem Ort der ersten Probenherkunft, Schmallenberg, als Schmallenberg-Virus bezeichnet wird.
Dieses Isolat wurde im Rahmen einer Erkrankungswelle bei Rindern in Nordrhein-Westfalen gefunden, wo es seit Sommer 2011 zu einer Häufung von Fieber, Milchrückgang und Appetitverlust bei etwa 80 Tieren kam. Kurz zuvor zeigten sich diese Symptome auch bei Rindern in den Niederlanden. Unklar ist, ob das Virus in Europa bereits zirkulierte oder ob es neu eingetragen wurde. Es ist das erste bei einem Erkrankungsgeschehen bei Tieren in Europa isolierte Orthobunyavirus.
In den folgenden Monaten traten in den Niederlanden, Belgien und in Deutschland in den Bundesländern Nordrhein-Westfalen, Niedersachsen und Hessen vermehrt missgebildete Schaflämmer auf, bei denen das Schmallenberg-Virus im Gehirn nachgewiesen werden konnte. Die Art der Missbildungen deuten auf eine Infektion der bereits tragenden Muttertiere im Sommer bzw. Herbst 2011 hin. Mit Stand 23. März 2012 wurde bei Tieren aus 1061 Betrieben in Deutschland das Virus nachgewiesen. Seit dem 30. März 2012 besteht in Deutschland eine Meldepflicht.

## Überträger
Als Überträger kommen Zweiflügler der Gattung Culicoides aus der Familie der Gnitzen, insbesondere Culicoides obsoletus, Culicoides dewulfi und Culicoides pulicaris, in Betracht, in denen der Erreger nachgewiesen wurde.

## Systematik

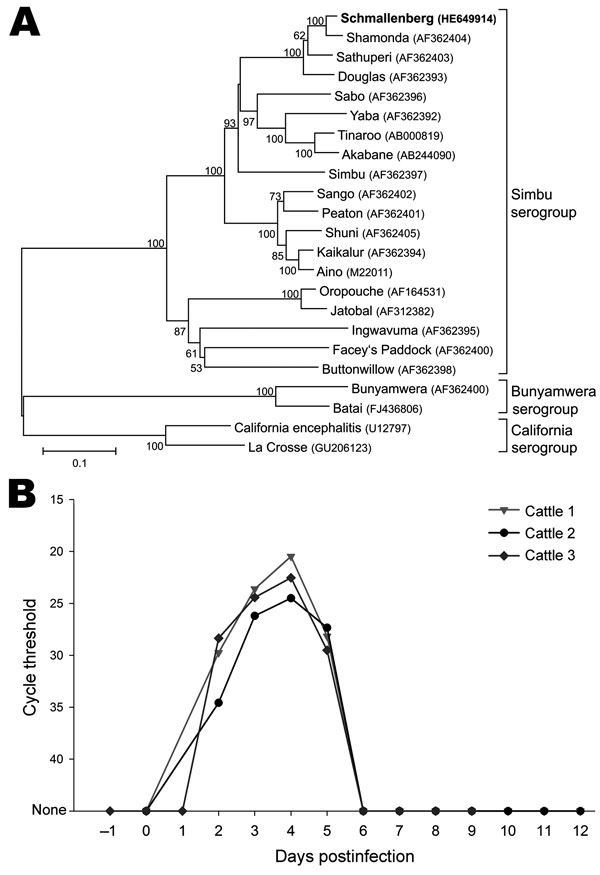
(A) Phylogenetische Beziehung zwischen dem Schmallenberg-Virus und den Orthobunyaviren der Simbu-, Bunyamwera- und Kalifornien-Serogruppen. (B) Nachweis des Schmallenberg-Virus-Genoms im Blut experimentell infizierter Kälber.

Auf Basis der Sequenz besteht auch eine Verwandtschaft zu Isolaten des Aino-Virus (Spezies Orthobunyavirus ainoense, früher Aiono orthobunyavirus, AiObV), des  Shamonda-Virus (Spezies Orthobunyavirus schmallenbergense, früher Shamonda orthobunyavirus), des Sathuperi-Virus und des Douglas-Virus (beide wie das Schmallenberg-Virus zur Spezies Sathuperi orthobunyavirus): Taxonomisch gehören diese Viren alle zur Gattung Orthobunyavirus, serologisch zur Simbu-Serogruppe innerhalb dieser Gattung, wenn auch zu unterschiedlichen Serocomplexen.
Die Systematik der beiden obigen Spezies ist (mit Stand Mitte April 2024) wie folgt:
Gattung Orthobunyavirus
- Spezies Orthobunyavirus ainoense (früher Aiono orthobunyavirus, AiObV)
  - Aino-Virus (AINOV) – Exemplar oder Referenzstamm
- Spezies Orthobunyavirus akabaneense (früher Akabane orthobunyavirus, AkObV)
  - Akabane-Virus, en. Akabane virus (AKAV) – Exemplar oder Referenzstamm
  - Tinaroo-Virus, en. Tinaroo virus (TINV)
- Spezies Orthobunyavirus heptayabaense, abgetrennt von AkObV
  - Yaba-7-Virus, en. Yaba-7 virus (Y7V) – Exemplar oder Referenzstamm
- Spezies Orthobunyavirus schmallenbergense (früher Sathuperi orthobunyavirus, SaObV)
  - Douglas-Virus, en. Douglas virus (DOUV)
  - Sathuperi-Virus, en. Sathuperi virus (SATV)
  - Schmallenberg-Virus, en. Schmallenberg virus (SBV) – Exemplar oder Referenzstamm
  - Shamonda-Virus, en. Shamonda virus (SHAV), früher eigene Spezies Shamonda orthobunyavirus
- Spezies Orthobunyavirus saboense (früher Sabo orthobunyavirus, SaObV), abgetrennt von AkObV
  - Sabo-Virus, en. Sabo virus (SABOV) – Exemplar oder Referenzstamm

## Symptome und Krankheitsbilder
Das Virus löst folgende Symptome aus:
- Kurz andauerndes Fieber, Durchfall und verminderte Milchproduktion bei Kühen.

Diese Erkrankungen traten im Sommer und Herbst 2011 in den Zeiten auf, in denen die Überträger (Mosquitos, Sandfliegen und Mücken) aktiv waren. Betroffen waren hauptsächlich Rinder.
- Totgeburten und Geburtsfehler bei Schafen, Rindern und Ziegen.

Fehlbildungen bei neugeborenen Schafen, Ziegen und Kälbern sind die offensichtlichsten Symptome. Die Fälle traten ab Dezember 2011 auf, insbesondere bei Schafen. Die wichtigsten beobachteten Missbildungen waren Skoliose, Hydrozephalus, Arthrogrypose, Hypoplasie des Kleinhirns und ein vergrößerter Thymus.